# Karelen (landskab)
63°N 32°Ø / 63°N 32°Ø
 For alternative betydninger, se Republikken Karelija.
Karelen (finsk: Kárjala, russisk: Карелия) er et geografisk område, der strækker sig fra de østlige og sydøstlige dele af Finland mod øst til den nordvestlige del af det kontinentale Rusland. Mod nord grænser Karelen mod Hvidehavet og i syd mod Den Finske Bugt. Karelen tilhører det geografiske landskab Fennoskandinavien.

## Brug af navnet
Forskellige områder kaldes Karelen. Finsk Karelen (historisk: Svensk Karelen) var en historisk provins i Finland og er nu delt mellem Finland og Rusland, ofte blot kaldt "Karjala" på finsk. Den østlige del af dette hovedsageligt lutherske område blev afstået til Rusland efter Vinterkrigen.
Republikken Karelija er en russisk føderal enhed, herunder det såkaldte "Østkarelen" med en overvejende russisk-ortodoks befolkning.
I det nuværende Finland refererer "Karjala" til landskaberne Syd og Nord Karelen.
De oprindelige indbyggere i området Karelen betegnes som karelere, og de taler det finsk-ugriske sprog karelsk. De nuværende indbyggerne i det karelske område udgøres af flere folkeslag, blandt andet russere, karelere, samer, finner og vepsere. I 1979 var indbyggertallet i Karelen 740.000, af disse var 82.140 karelere (11,1%).
Karelen opdeles traditionelt i to områder:
1. Østkarelen (også kendt som Fjernkarelen og Russisk Karelen),
2. Grænsekarelen (også kendt som Det karelske Næs og Svensk Karelen).

## Landskab
Karelen, grænsende mod nord til Österbotten, mod vest til Savolax og Nyland, mod syd til den finske bugt, Ingermanland og Ladoga og mod øst til tidligere Guvernement Olonets. Den største længde fra nordvest til sydøst er 430 km, den største bredde 180 km, og fladeindholdet udgør 53000 km2.
Med hensyn til naturforholdene lader Karelen sig dele i 3 områder, nemlig Nordkarelen, Kystkarelen (ved kysterne af Ladoga og den Finske Bugt) samt det Karelske Næs (mellem Ladoga og havet). Nordkarelen er rigt på store søer, elve og moser og vidtstrakte nåleskove. Skønt terrænets almindelige hældning er ringe, hæver der sig mange lave bjerge, mest af hårde bjergarter som kvartsit; ved søen Pielisjärvi (94 m.o.h.) når bjerget Koli således 336 m. Lave bjergrygge og bakkedrag stryger gennem landet fra nordvest til sydøst, og mellem disse breder moserne sig. De betydeligste af Nordkarelens søer har afløb til Saimaa, hvorfra den store flod Vuoksen gennemskærer Salpausselkä under dannelse af vandfaldet Imatra, for derefter at strømme mod sydøst gennem Kystkarelen og udmunde i Ladoga. I ældre tider udmundede Vuoksen i den finske bugt ved Vyborg, og her ender nu Saimas kunstige afløb, Saimaa-kanalen. I Kystkarelen er urfjeldet nærmest Salpausselkä dækket af grus og sand, som bølgerne i sin tid, da havet stod højere, har skyllet ud af endemorænen; men nærmere den nuværende kyst stikker urfjeldet mange steder frem af grusdækket, ofte som stejle, sønderrevne fjeldvægge. Ladogas nordvestlige kyst har karakter af en fjordkyst: dybe dale, udformet af istidens gletsjere, sænker sig ned mod den stejle, klippefulde strand. En skærgård ledsager kysten, såvel mod Ladoga som mod den Finske Bugt. Det Karelske Næs, der skiller Ladoga fra den finske bugt, har derimod ensformige kyster uden skærgård, og jordbunden består af sand og grus, hvorunder urfjeldet først findes i betydelig dybde. Ved kysterne findes her klitter, som nogle steder vandrer ind i landet og tilsander marker og enge.

## Klima
Klimaet er i Nordkarelen meget barskt; i Joensuu har 140 dage af året en temperatur under 0 °C, og sommernætternes frost ødelægger ofte kartofler og korn. Men syd for Salpausselkä er klimaet mildere, sommeren nogenlunde frostfri, og særlig ved Ladogas kyst findes en yppig vegetation og et veludviklet agerbrug. Det sydlige Karelen er da også den tættest befolkede del af landskabet. Ved Vuoksens bredder findes betydelige industrianlæg, især papir- og træmassefabrikker.

## Historie
I historisk tid har Karelen været et omstridt område, ikke mindst den sydlige del. Særligt Sverige og Rusland har igennem århundreder ført utallige kampe om området. I 1900-tallet forsøgte Finland - efter at være blevet en selvstændig stat - at indlemme Karelen, men forgæves. For befolkningen betød de ustandselige krige store lidelser, og store grupper af karelere måtte enten flygte eller blev deporteret til andre egne.

## Befolkning
Karelen består af forskellige befolkningsgrupper, der hver har deres særlige udvikling.
Ældst er karelere og vepsere. Disse to folkegrupper har deres tilhørsforhold til Karelen allerede i forhistorisk tid. I historisk tid var de fremtrædende, næsten enerådende op til 1700-tallet. I de vestlige dele af Karelen samt på det Karelske Næs har finner traditionelt (indtil 1944) spillet en fremtrædende rolle. Finnerne nød også godt af den industrielle udvikling fra 1800-tallet og fremefter. I mellemkrigstiden søgte mange kommunistiske finner - både fra Finland og fra Nordamerika - til Karelen for at bidrage til at opbygge en kommunistisk stat. Senere, fra 1937 blev mange kommunistiske finner tvangsforflyttede eller dræbt, fordi det kommunistiske styre i Sovjetunionen frygtede, at de var agenter i Finlands tjeneste.
Republikken Novgorod spillede i middelalderen en vigtig, politisk rolle for Karelen, men antallet af novgorodianere i Karelen var ikke stort. Heller ikke, da Novgorod blev lagt under Storfyrstendømmet Moskva, skete der umiddelbart en russisk indvandring. Denne indtrådte først med oprettelsen af Petrozavodsk og den efterfølgende industrielle udvikling. I sovjettiden fik russisk indvandring følgeskab af andre grupper, ikke mindst ukrainere og hviderussere.
Nøjagtige indbyggertal kendes først fra folketællinger i moderne tid. Siden folketællingen i 1926 har russere udgjort befolkningsflertallet, og ved folketællingen i 2010 udgjorde folk, der selv betragter sig som russere, det langt overvejende flertal på 82,2% af den samlede befolkning. Karelere, finner og vesper udgjorde tilsammen 9,3% i 2010.
Den nationale fordeling af indbyggerne ifølge folketællingerne var således:
| Etnisk gruppe | folketælling i 1926 | folketælling i 1926 | folketælling i 1939 | folketælling i 1939 | folketælling i 1959 | folketælling i 1959 | folketælling i 1970 | folketælling i 1970 | folketælling i 1979 | folketælling i 1979 | folketælling i 1989 | folketælling i 1989 | folketælling i 2002 | folketælling i 2002 | folketælling i 20101 | folketælling i 20101 |
| Etnisk gruppe | Antal               | %                   | Antal               | %                   | Antal               | %                   | Antal               | %                   | Antal               | %                   | Antal               | %                   | Antal               | %                   | Antal                | %                    |
| --- | ------------------- | ------------------- | ------------------- | ------------------- | ------------------- | ------------------- | ------------------- | ------------------- | ------------------- | ------------------- | ------------------- | ------------------- | ------------------- | ------------------- | -------------------- | -------------------- |
| Russere | 153,967             | 57.2%               | 296,529             | 63.2%               | 412,773             | 62.7%               | 486,198             | 68.1%               | 522,230             | 71.3%               | 581,571             | 73.6%               | 548,941             | 76.6%               | 507,654              | 82.2%                |
| Karelere | 100,781             | 37.4%               | 108,571             | 23.2%               | 85,473              | 13.0%               | 84,180              | 11.8%               | 81,274              | 11.1%               | 78,928              | 10.0%               | 65,651              | 9.2%                | 45,570               | 7.4%                 |
| Hviderussere | 555                 | 0.2%                | 4,263               | 0.9%                | 71,900              | 10.9%               | 66,410              | 9.3%                | 59,394              | 8.1%                | 55,530              | 7.0%                | 37,681              | 5.3%                | 23,345               | 3.8%                 |
| Ukrainere | 708                 | 0.3%                | 21,112              | 4.5%                | 23,569              | 3.6%                | 27,440              | 3.8%                | 23,765              | 3.2%                | 28,242              | 3.6%                | 19,248              | 2.7%                | 12,677               | 2.0%                 |
| Finner | 2,544               | 0.9%                | 8,322               | 1.8%                | 27,829              | 4.2%                | 22,174              | 3.1%                | 20,099              | 2.7%                | 18,420              | 2.3%                | 14,156              | 2.0%                | 8,577                | 1.4%                 |
| Vepser | 8,587               | 3.2%                | 9,392               | 2.0%                | 7,179               | 1.1%                | 6,323               | 0.9%                | 5,864               | 0.8%                | 5,954               | 0.8%                | 4,870               | 0.7%                | 3,423                | 0.5%                 |
| Andre | 2,194               | 0.8%                | 20,709              | 4.4%                | 29,869              | 4.5%                | 20,726              | 2.9%                | 19,565              | 2.7%                | 21,505              | 2.7%                | 25,734              | 3.6%                | 16,422               | 2.7%                 |
| 1 25.880 blev registreret fra administrative databaser. Det medførte at etniciteten ikke kunne fastslås. Det anslås, at nationaliteterne i denne gruppe fordeler sig på samme måde som for den øvrige gruppe. |                     |                     |                     |                     |                     |                     |                     |                     |                     |                     |                     |                     |                     |                     |                      |                      |

## Næringsliv
I Karelen spiller skovbrug og landbrug samt i kystområderne fiskeri en traditionel rolle. I forbindelse hermed og i forbindelse med udvinding af råstoffer samt i ældre tid tilstedeværelsen af vandkraft har der udviklet sig en vis industri i tilknytning til råvarernes forædling samt energiproduktion. Turisme spiller en mindre rolle.